# Ichneumon leucotarsus
Ichneumon leucotarsus là một loài tò vò trong họ Ichneumonidae.